# Ara votiva del Castillejo (Los Santos)
El ara votiva del Castillejo (también ara votiva de la Peña del Castillejo o ara votiva de Los Santos) es una piedra labrada con una inscripción latina del siglo I d. C. hallada en Los Santos (Castielfabib), provincia de Valencia (Comunidad Valenciana, España).

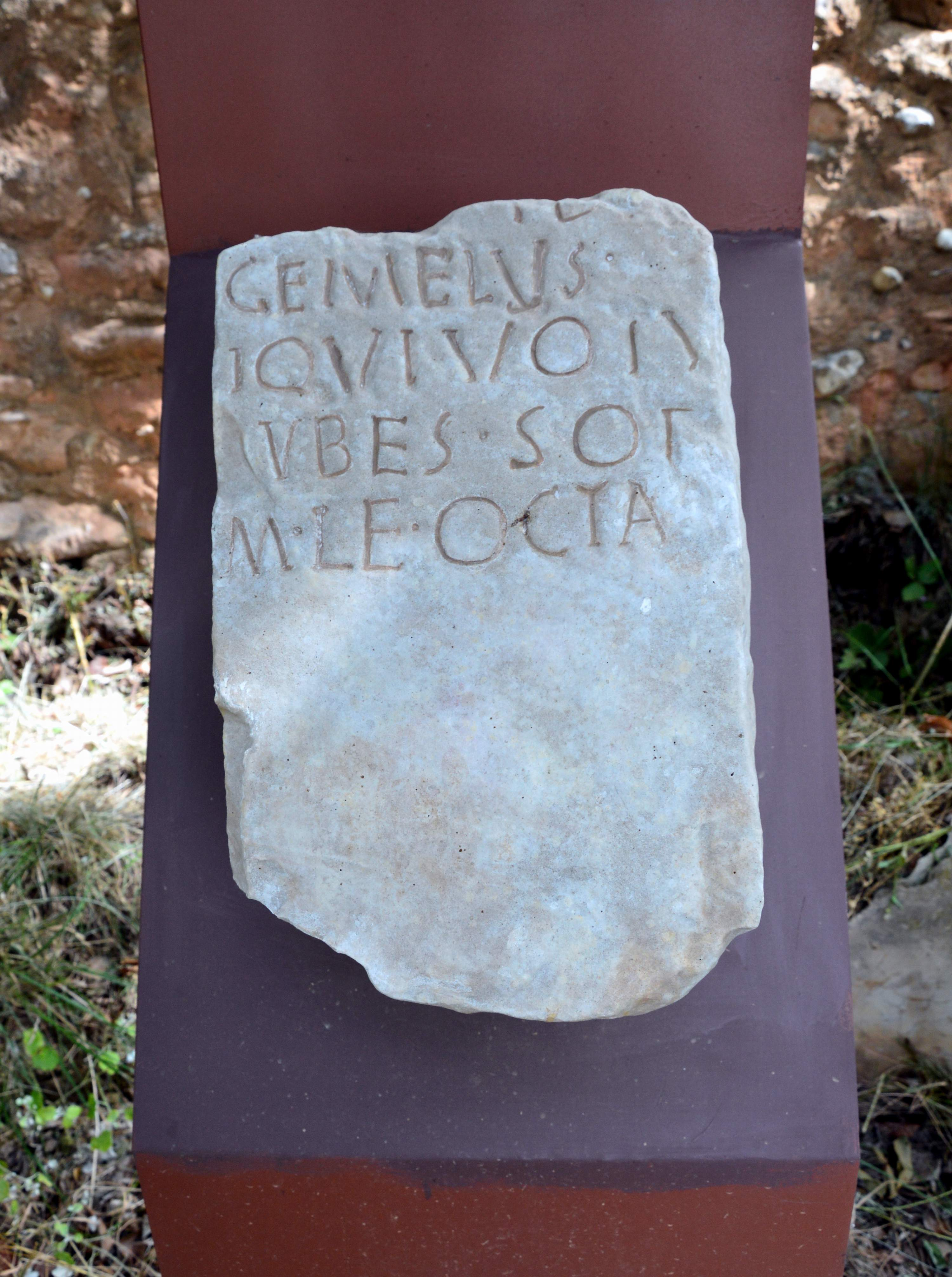
Copia en 3D del Ara votiva del Castillejo en Los Santos (Castielfabib, Valencia), 2021

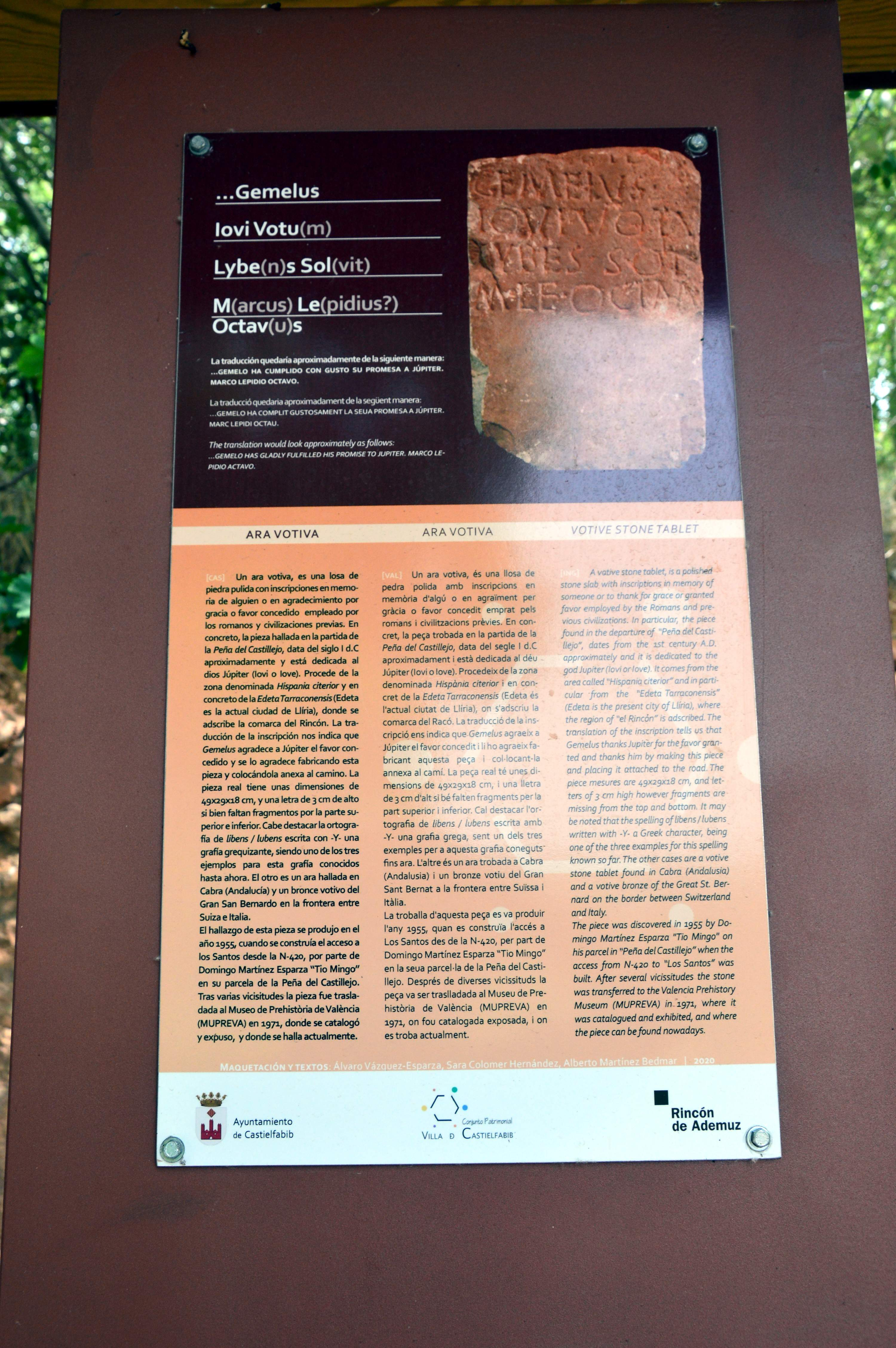
Panel informativo en Los Santos (Castielfabib), relativo al Ara votiva del Castillejo (con textos de Álvaro Vázquez-Esparza, Sara Colomer Hernández y Alberto Martínez Bedmar), 2021.

## Historia
El ara votiva fue hallada en 1955 por el vecino señor Domingo Martínez Esparza (1901-1988) en una finca de su propiedad, sita en la partida del Castillejo (también conocida como Peña del Castillejo y Peña de la Cueva Cacha), en las inmediaciones del Molino de la localidad, durante los trabajos de construcción de la pista que conduce a la aldea (actual CV-481) desde la carretera N-420.
Años después (1971), la piedra con la inscripción latina fue redescubierta por Manuel Fernández Arraiza, en el establo de su propietario, junto a un pesebre, apercibiéndose del potencial valor arqueológico de la pieza.-
Posteriormente, por mediación del doctor Fernández Arraiza, la pieza fue donada por su propietario (señor Domingo Martínez Esparza) al Servicio de Investigación Provincial (SIP) de Valencia, actual Museu de Prehistòria de València, donde fue catalogada y expuesta, y donde se halla actualmente.
La pieza arqueológica entró en Museo de Prehistoria de Valencia el 30 de noviembre de 1971.
Con fecha 3 de febrero de 1972, el presidente de la Diputación Provincial de Valencia, señor José Antonio Perelló Morales (1970-1974), envió una carta de agradecimiento al propietario del ara votiva, por «su valiosa aportación y desinteresado gesto».
Atendiendo al origen del topónimo (Castielfabib: Castellum Favii - Castillo de Favio) autores antiguos han pretendido que la villa de Castielfabib es fundación de romanos; sin embargo, el topónimo tiene origen árabe (Castielfabib: Qastil Habbib - Castillo Amigo); en cualquier caso, el ara votiva del Castillejo es la única muestra arqueológica conocida que dejaron los romanos en la zona. Asimismo, es de destacar que el nombre de la partida donde se halló el ara votiva es conocida como El Castillejo, topónimo que alude a la existencia en el lugar de algún tipo de torreón o espacio fortificado en el pasado.

## Descripción
Se trata de un fragmento de ara votiva (45x29x18 cm), labrada en piedra caliza blanda (creta) de extracción local. Está rota por la parte de arriba, y por detrás, conservándose las partes laterales, alisadas.
Atendiendo a la estructura clásica de las aras votivas, a la del Castillejo le falta la parte superior (cabecera o cornisa), así como la inferior (basa). Conserva, no obstante, la parte central, correspondiente al área epigráfica. Carece de adornos u otros elementos decorativos.

## Epigrafía
El texto se halla distribuido en cinco líneas, las letras son toscas y están profundamente grabadas; las palabras se halla separadas por puntos de interpuntuación. Los signos gráficos miden 3 cm, siendo más altas la letra -L y la -O de la línea 5 (3,5 cm).
Atendiendo a los signos del Sistema Leiden, el texto resulta del siguiente tenor:
---]ID[---]
GEMEL(l)us
IOVI VOTU[m]
LYBE(n)s SOL(vit)
M(arcus?) Le(…?) Otav(…?)

Según destaca Pereira Menaut (1978), la forma de grafiar lybe(n)s no resulta extraña, siendo sin embargo poco frecuente el cambio de -i por -y. Aunque la línea 5 se considera el final del texto, su sentido no puede establecerse con absoluta seguridad.
En la línea 5 las palabras aparecen claramente separadas por profundos signos de interpuntuación:
M . LE . OCTAV
La lectura que los paleógrafos establecen resulta del siguiente tenor:
M(arcus) LE(nius) o LE(pidicius) OCTAV[i]u[s]
La traducción propuesta sería la siguiente:
<…GEMELO HA CUMPLIDO CON GUSTO SU PROMESA A JÚPITER. MARCO LEPIDIO OCTAVO>.

## Observaciones
Según Pereira Menaut (1978), el nomen Lenius resulta una forma incorrecta de Laenius. Asimismo, el cognomen Octavius es infrecuente en la epigrafía latina de la península ibérica.
De la misma forma, Corell (1996) observa que las palabras Gemelus, votu y lybes son formas de escritura vulgares: lo culto sería haber escrito: Gemellus, votus y libens -respectivamente.
En cuanto a la onomástica el mismo autor llama la atención respecto a la expresión Lepidius (suponiendo que sea esta la lectura correcta): se trata de un gentilicio muy raro en la península ibérica. Mientras que el cognomen Gemel(l)us es muy corriente, por el contrario de Octavus, que también es muy raro, hasta el punto de no aparecer cifrado en Hispania, fuera del ara votiva del Castillejo. Finalmente, resulta curioso observar que ambos cognominia (Gemelus y Octavus) aluden a circunstancias natalicias: probablemente se trata de padre e hijo o de dos hermanos gemelos.